# Paul Thoj Xyooj
Paul Thoj Xyooj (lao : ທໍຂົງ, prononcé Tao Shiong), né en 1941 à Kiukatiam (Luang Prabang, Laos) et mort le 1er mai 1960 à Muang Kasi, Vientiane, est un catéchiste laïc du vicariat apostolique de Luang Prabang, tué par des insurgés du Pathet Lao. Il est béatifié par le pape François en 2016.

## Biographie
Paul Thoj Xyooj est un laotien d’ethnie hmong. Il nait dans un village situé à 1 000 m d’altitude, au sommet d’une montagne, au nord-ouest du mont Phou Khoun. Lorsqu'il a 9 ans son père, alors chef de village, meurt. En 1950, un missionnaire, le père Bertrais, arrive au village. Xyooj est bientôt un catéchumène convaincu. Il s’attache au missionnaire. Il est baptisé le dimanche 8 décembre 1957. Après un passage à Paksane il revient enseigner dans l'école de son village. Il est proche du père Mario Borzaga, missionnaire italien de la congrégation des oblats de Marie-Immaculée.
Afin d'aider les missionnaires de Louang Namtha qui ne parlaient pas Hmong, Paul Thoj Xyooj part, le 21 avril 1959 les rejoindre, à la demande de Mario Borzaga. Il s'investit pleinement dans sa mission. Le 12 décembre 1959, il repart de Namtha pour Louang Prabang. 
Le 25 avril 1960, il entreprend avec le père Mario Borzage une marche de trois jours près de la frontière chinoise. Ils sont pris en embuscade et tués par des insurgés du Pathet Lao. Ses restes et ceux de son compagnon prêtre sont jetés dans une fosse.

## Hommage et béatification

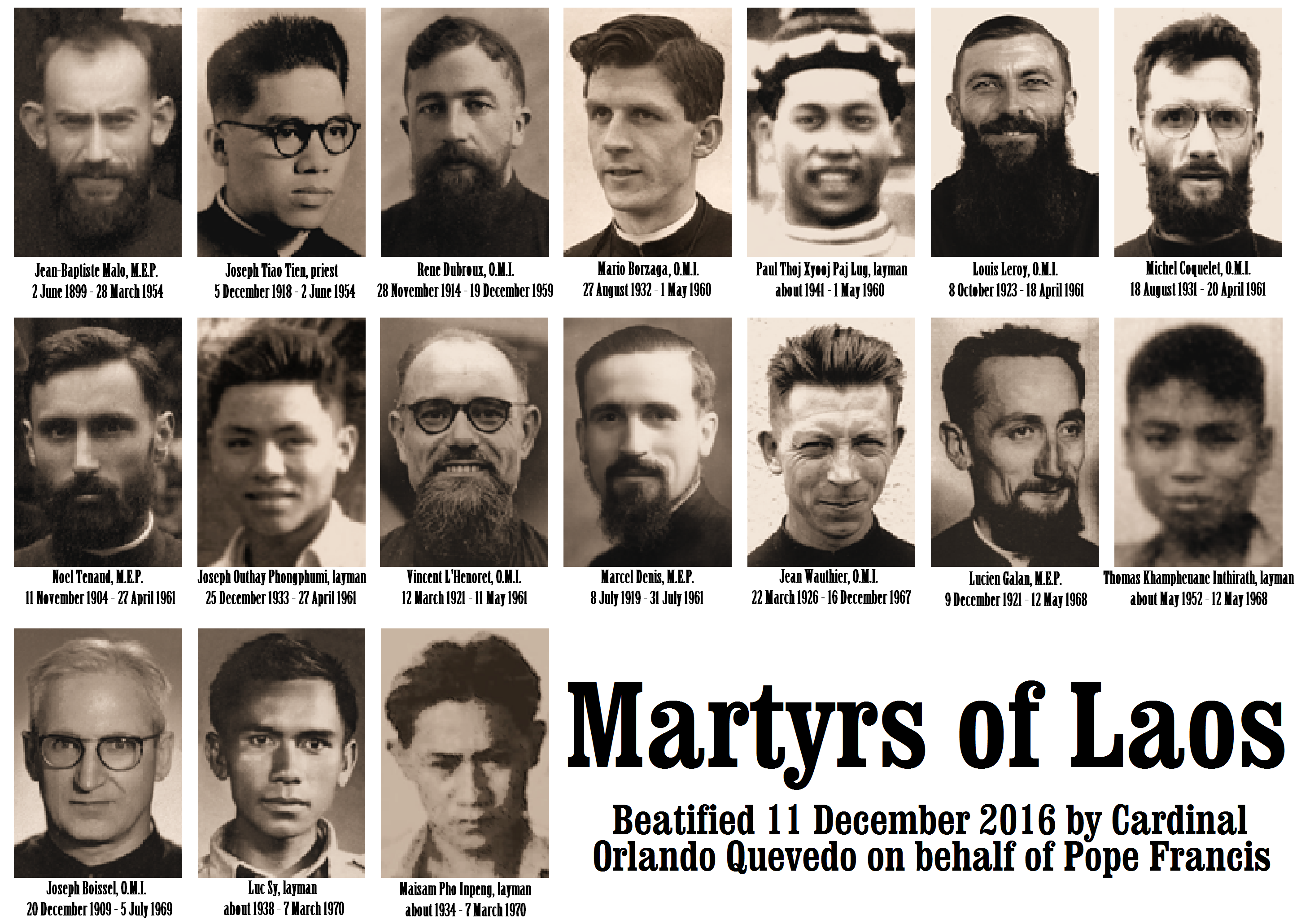

L'instruciton pour la béatification de Mario Borzaga et de Paul Thoj Xyooj estouverte au niveau diocésain, à Trente, en Italie, le 3 novembre 2006. Le 6 mai 2015 un décret papal relatif au martyr des serviteurs de Dieu Mario Borzaga et Paul Thoj Xyooj, est promulgué.La béatification a lieu le 11 décembre 2016 à Vientiane. Elle est présidée par le cardinal Angelo Amato. Paul Thoj Xyooj est fêté par l'Église catholique le 25 avril. 
Une nouvelle église est dédiée à Paul Thoj Xyoo. Elle est située au village de Ban Nam, dans le district de Thulakhom dans la province de Vientiane. La consécration de cette nouvelle église, le 11 janvier 2022, est présidée par le cardinal Louis-Marie Ling Mangkhanekhoun, vicaire apostolique de Vientiane. 